# (Sweet Sweet Baby) Since You've Been Gone
(Sweet Sweet Baby) Since You've Been Gone è un brano musicale soul scritto da Aretha Franklin e Ted White, e registrato da Aretha Franklin.
Estratto come singolo dall'album Lady Soul del 1968, il brano fu un grande successo. Debuttò alla posizione 32 della Billboard Hot 100, e raggiunse al suo apice la quinta posizione. Inoltre passò tre settimane in vetta alla classifica Billboard Hot Rhythm & Blues Singles.

## Tracce
1. (Sweet Sweet Baby) Since You've Been Gone
2. Ain't no Way

## Classifiche
| Classifica                        | Posizione più alta |
| --------------------------------- | ------------------ |
| U.S. Billboard Hot 100            | 5                  |
| U.S. Billboard Hot Rhythm & Blues | 1                  |